# Puncak Jaya (Regierungsbezirk)
Puncak Jaya ist ein indonesischer Regierungsbezirk (Kabupaten) in der Provinz Papua Tengah. Seinen Namen hat er vom Berg Puncak Jaya, dem höchsten Gipfel Ozeaniens.

## Geographie
Puncak Jaya gehört zur Provinz Papua Tengah im Landesinneren der Insel Neuguinea. Die Regentschaft hat eine Fläche von 4.989 km². Regierungssitz ist Mulia.